# Hybris (computerspel)
Hybris is een verticale scrolling shooter die in 1988 door Discovery Software International uitgebracht werd voor de Amiga homecomputer. Het computerspel werd ontwikkeld door het Deense  Amiga-softwarebedrijf Cope-Com.

## Verhaal
Uit de spelinstructies:
INTERSTELLAR MEMORANDUM
CLASSIFICATIE: HOOGSTE PRIORITEIT
Aan: Command Center Number 163, planeet Aarde
Van: Ruimtestation -- HYBRIS
DATUM: Tijdzone 18003426442, 2461 A.D.
RE: Onderzoek van de aardkolonie op Planet Jurica
STARTBERICHT:
We zijn begonnen met onze geplande baan rond de Planet Jurica. Alle pogingen tot communicatie met de aardkolonie hebben geen resultaat opgeleverd. Onze langeafstandssensoren detecteren veel vreemde formaties op het oppervlak van de planeet. We vermoeden dat vijandige buitenaardse krachten de planeet zijn binnengevallen en we hebben onze verkenningsschepen voorbereid om onderzoek te doen. Er zijn twee piloten gekozen voor de missie: J.P. Lovett en K. Lovett. Beiden zijn buitengewoon goed gekwalificeerd en hebben expliciete instructies om op de planeet te blijven totdat ze de kolonie vinden -- wat de kosten ook zijn. Vanwege de grote afstand tussen Jurica en de Aarde, zullen we transcripties van de communicatie tussen HYBRIS en de piloten blijven doorsturen.
EINDE BERICHT

## Verloop van het spel
Bij de aanvang van het spel selecteert de speler een player character. Hij heeft daarbij de keuze uit twee toppiloten: J.P. Maverick of K. Lovett. Vervolgens bestuurt hij het verkenningsschip, dat omhoog en omlaag over het scherm kan worden bewogen, evenals naar links en rechts. Het doel is om alles wat beweegt kapot te schieten en tezelfdertijd het vijandelijk vuur te ontwijken.
Terwijl het spel omhoog scrolt verschijnen er spiraalvormige golven van buitenaardse wezens die het verkenningsschip aanvallen, evenals stationaire geschutskoepels en andere installaties op de grond die projectielen afvuren. Soms verschijnt er een "power cube" bonus op het scherm. Wanneer deze door de speler wordt afgeschoten krijgt het verkenningsschip een "upgrade" waardoor de vuurkracht vergroot. Het schip beschikt initieel ook over drie "slimme bommen" die alle vijanden en projectielen op het scherm vernietigen.
In het eerste deel vliegt het verkenningsschip boven een woestijnachtig landschap. Het tweede deel speelt zich grotendeels af boven een wateroppervlak waar er ook vijanden van onder het water kunnen opduiken. In deel drie vliegt het verkenningsschip boven een futuristisch buitenaards landschap.

## Nalatenschap
In 2010 kondigden de makers aan dat ze bezig waren om het spel tegen 2012 naar iOS te porteren.  Medio 2012 werd ook een versie voor Android aangekondigd. De releasedatum werd echter elk jaar uitgesteld, de laatste keer tot 2015. In 2024 is het spel nog steeds niet uit.